# Henryk Skirmuntt
Henryk Skirmuntt, także Skirmunt herbu Dąb (ur. 1869 – zm. 20 września 1939 w  Mołodowie k. Pińska) – polski kompozytor i poeta, ziemianin, pan na Mołodowie.
Syn Henryka Skirmunta i Marii z Twardowskich. Pochodził ze starej rodziny książęcej, wywodzącej swe korzenie od litewskiego kniazia Minigajły. W odróżnieniu od większości swojej rodziny, używał archaicznej formy nazwiska Skirmuntt (pisane z podwójnym t).  Obdarzony talentem i wrażliwością artystyczną, tworzył poezje i komponował utwory muzyczne – głównie opery i pieśni na głos z fortepianem. Muzycznie kształcił się w konserwatorium w Sankt Petersburgu, następnie w Paryżu i w Warszawie. W 1902 wystawił we Lwowie swoją operę Pan Wołodyjowski na podstawie powieści Henryka Sienkiewicza. Posługuje się w niej nowoczesnym, dramatycznym językiem dźwiękowym. Swoje dzieła sceniczne określał jako dramaty muzyczne. 
Kompozytor po wkroczeniu wojsk sowieckich do Polski 17 września 1939 przebywał w swoim majątku w Mołodowie. 18 września wraz z siostrą Marią zostali pojmani i zmuszeni przez sowieckie służby do opuszczenia domu i prawdopodobnie po torturach rozstrzelani 20 września 1939 w parku przy dworku i tam też pochowani. 

## Dzieła muzyczne (wybór)
- Pieśni na głos z fortepianem: 
  - Dwie pieśni (1.Oj matusiu, lny nam kwitną  2. O poranku szumią drzewa ), wyd. Kijów ok. 1892
  - 12 pieśni Rok życia / Ein Lebensjahr (poszczególne pieśni mają tytuły miesięcy)
  - 4 pieśni op. 2 (1.Wieszczka kochania 2. Piosnka o Hryciu 3. Lecą sny 4. Życzenie)
  - 2 pieśni op. 3 (1. Niech się skarży zielona wierzbina, 2. Życzenie)

- Dzieła sceniczne:
  - Pan Wołodyjowski, libretto: kompozytor wg Henryka Sienkiewicza, dramat muzyczny w 3 aktach, premiera: 20 marca 1902, Lwów.
  - Powracająca baśń, libretto: kompozytor, dramat muzyczny w 3 aktach, pod tym tytułem wydano libretto oraz wyciąg fortepianowy; premiera zapowiadana była w Warszawie w 1913 pod tytułem Baśń odwieczna
  - Życie artysty, dramat muzyczny w 3 odsłonach, wyd. 1925 (tekst)